# Estera Wodnar

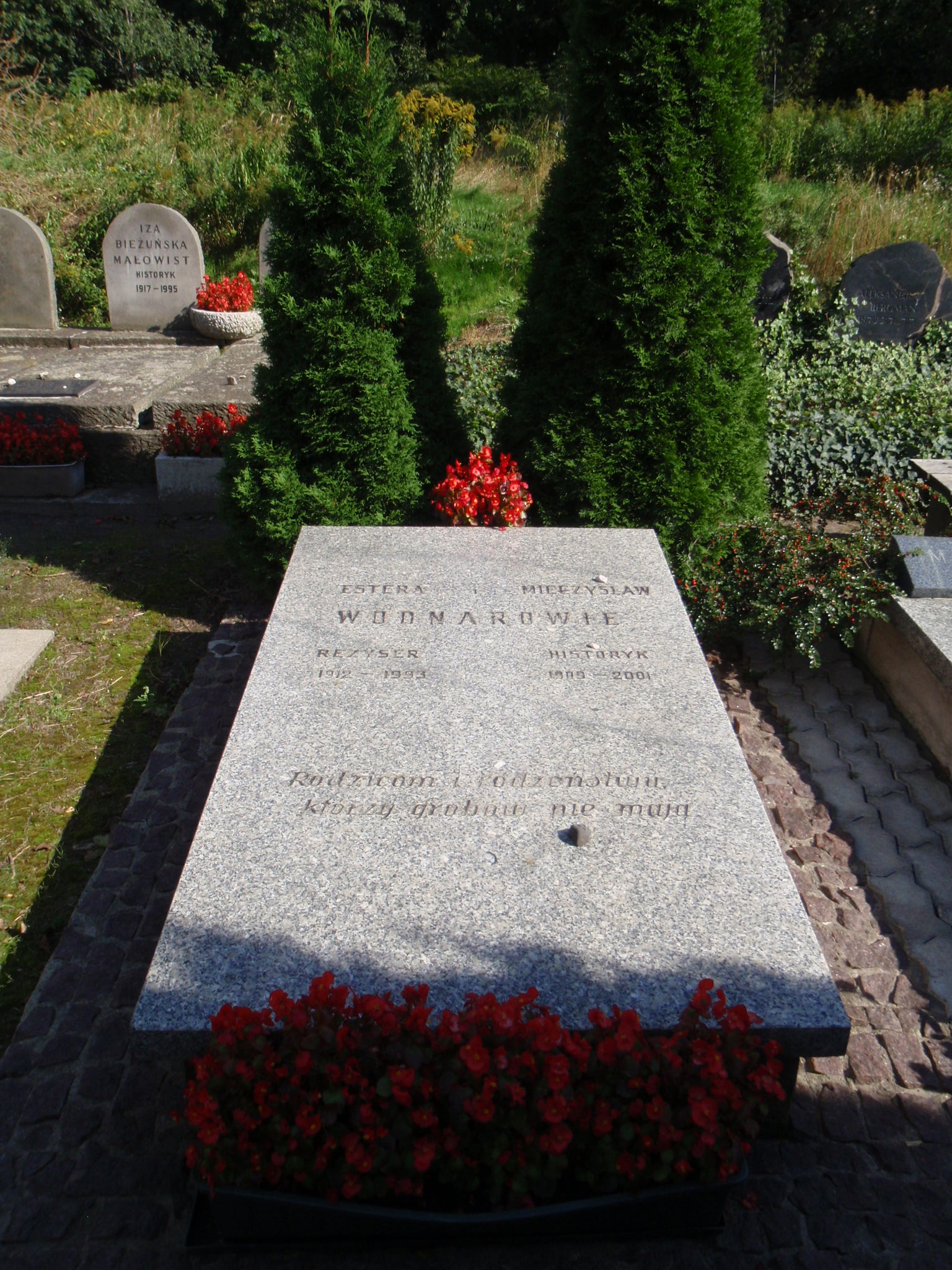
Grób Estery i Mieczysława Wodnarów na cmentarzu żydowskim w Warszawie

Estera Wodnar, także Estera Wodnarowa (ur. 9 sierpnia 1912 w Warszawie, zm. 23 października 1993 tamże) – polska reżyser teatralna żydowskiego pochodzenia.

## Życiorys
Przed II wojną światową była słuchaczką wydziału reżyserii Państwowego Instytutu Sztuki Teatralnej. Działała także w amatorskich teatrach robotniczych jako aktorka i reżyser.
Po wybuchu wojny pracowała jako spikerka sekcji polskiej radzieckiego radia w Saratowie i była żołnierzem 1 Dywizji im. Tadeusza Kościuszki.
W latach 1944–1956 pracowała jako asystent reżysera i samodzielny reżyser w teatrach Łodzi i Warszawy, a także w Teatrze Telewizji. 
19 stycznia 1955 na wniosek Ministra Kultury i Sztuki została odznaczona Medalem 10-lecia Polski Ludowej.
W 1974 roku wydała książkę Polskie sceny robotnicze 1918–1939. Wybór dokumentów i relacji.
Jest pochowana obok męża Mieczysława (1909–2001) na cmentarzu żydowskim przy ulicy Okopowej w Warszawie (sektor 2a-2-30).

## Kariera
| Asystent reżysera Teatr Ateneum w Warszawie - 1955: Neapol - miasto milionerów - 1955: Chatterton Teatr Narodowy im. Wojska Polskiego w Warszawie - 1951: Odezwa na murze - 1949: Jegor Bułyczow i inni Teatr Nowy w Warszawie - 1949: Zemsta nietoperza - 1949: Tu mówi Tajmyr Teatr Wojska Polskiego w Łodzi - 1945: Wesele Teatr Wojska Polskiego w Lublinie - 1944: Wesele Teatr I Dywizji WP im. Kościuszki - 1944: Śluby panieńskie | Reżyser Teatr Telewizji - 1954: Długi język. Bezbronna istota. Chirurgia - 1954: Humoreski |